# 菲阿格東河
菲阿格東河（羅馬化：Fiagdon），是俄羅斯的河流，位於該國西南部北奧塞梯-阿蘭共和國，屬於阿爾東河的右支流，流經高加索山脈，河道全長75公里，流域面積714平方公里。